# Wilf, der Hexenhund
Wilf, der Hexenhund ist eine britische Zeichentrickserie, die zwischen 2001 und 2002 produziert wurde.

## Handlung
Der Hund Wilf hat den Wunsch ein Hexenhund zu werden. Seine Freunde wollen ihm das aber nicht glauben, da Hexen meist andere Tiere als Haustiere haben. Eines Tages trifft er jedoch die Hexen-Lehrerin für Zauberei Weenie, die noch nach einem Begleiter sucht. Gemeinsam erleben sie viele Abenteuer und zeigen, dass auch Hunde gute Hexenbegleiter sein können.

## Produktion und Veröffentlichung
Die Serie wurde zwischen 2001 und 2002 von Cinecartoon, Jade Animation, Ravensburger Film & TV, Red Kite Animations und Skryptonite im Vereinigten Königreich produziert. Dabei sind 26 Folgen mit einer durchschnittlichen Länge von 11 Minuten entstanden. Die deutsche Erstausstrahlung im Fernsehen erfolgte am 3. Februar 2003 auf Fox Kids. Weitere Ausstrahlungen im deutschsprachigen Raum erfolgten auf ORF eins und YFE TV. Zudem wurde die Serie auf mehreren DVDs veröffentlicht und ist über die Video-on-Demand-Dienste Amazon Video und Kividoo verfügbar.

## Episodenliste
| Folge | Originaltitel                 | deutscher Titel               |
| ----- | ----------------------------- | ----------------------------- |
| 1     | The Jelly Monster             | Das Gelee-Monster             |
| 2     | The Outdoor Spell Test        | Der Blumenzauberspruchtest    |
| 3     | The Broomstick Race           | Das Besenrennen               |
| 4     | Witch of the Year             | Die Hexe des Jahres           |
| 5     | Pet Thieves                   | Die Hundediebe                |
| 6     | Robopet                       | Der Roboterhund               |
| 7     | Call My Bluff                 | Der Bluff                     |
| 8     | The Opposite Spell            | Der Umkehr-Zauberspruch       |
| 9     | Wide Awake Wilf               | Wilf ist hellwach             |
| 10    | Too Many Wilfs                | Zu viele Wilfs                |
| 11    | The Broomstick Bus Experiment | Der Besenbusausflug           |
| 12    | Mad Gadgets                   | Verhexte Geräte               |
| 13    | Dodgy Books                   | Die Bücherkrise               |
| 14    | Bubble Trouble                | Seifenblasenprobleme          |
| 15    | It Takes Two                  | Die Zwei                      |
| 16    | Magic Black Hole              | Das schwarze Loch aus dem All |
| 17    | Starstruck                    | Autogrammjäger                |
| 18    | Lonely Aunt Flo               | Gesunde Kranke                |
| 19    | Paper Planes                  | Papierflieger                 |
| 20    | The Little Fib                | Lüge auf Beinen               |
| 21    | Broken Broomsticks            | Bockige Besen                 |
| 22    | The Snappy Dragons            | Die Drachenpflanze            |
| 23    | As Bad as it Gets             | Musterschüler                 |
| 24    | Card Tricks                   | Magische Karten               |
| 25    | Dog’s Night Out               | Zelten im Zauberwald          |
| 26    | Secret Admirer                | Heimliche Verehrer            |